# 내털리 임브룰리아
내털리 제인 임브룰리아(영어: Natalie Jane Imbruglia ɪmˈbruːlɪə, 1975년 2월 4일 ~ )는 오스트레일리아의 싱어송라이터, 모델, 배우이다.
1990년 초, 드라마 《네이버스》의 베스 브랜넌 역으로 알려졌다. 드라마 하차 2년 후, 싱글 "Torn"으로 가수 활동을 시작했으며, 싱글은 큰 성공을 거뒀다. 이후 데뷔 앨범 Left of the Middle 을 발매했고, 앨범은 전 세계적으로 700만 장 이상이 판매되었다. 이어 발표된 정규 2집 White Lilies Island 와 정규 3집 Counting Down the Days 도 크게 성공했으며, 오스트레일리아 차트를 비롯한 UK 차트에서도 1위를 거두었다. 지금까지 임브룰리아의 앨범은 전 세계적으로 1000만 장 이상이 판매되었다.

## 생애
시칠리아인 아버지와 오스트레일리아인 어머니 사이에서 4녀 중 둘째로 태어났다. 시드니의 북쪽에 위치한 센트럴코스트에서 성장했다. 어릴 적에 발레, 탭 춤과 스코틀랜드 하이랜드 춤을 배우면서 댄서가 되길 꿈꿨다.

## 데뷔
오스트레일리아 텔레비전 오디션에서 우승해 코카콜라 스포츠와 오스트레일리아에서 유명한 과자 트위스트즈 광고에 출연했다. 16살 때 고등학교를 그만 두고 배우로 데뷔했다. 이후 드라마 《네이버스》에 베스 브랜넌 역으로 캐스팅되었다.
2년 후 드라마에서 하차 후 내털리는 잉글랜드 런던으로 건너갔다. 연기를 그만둔 지 1년 만에 내털리는 파산 상태에 이르렀다. 하지만 파산으로 인해 오히려 노래에 대한 열정을 되찾게 되었고, 이후 BMG 퍼블리싱과 계악을 맺었다. RCA 레코드에 강한 인상을 남긴 내털리는 "Torn" 데모곡을 통해 레코드 계약을 맺었다.

### Torn
처음 세계적으로 발표한 싱글인, 《Torn》 (1997년)은 에드나스왑의 노래를 리메이크한 곡이다. 《Torn》은 빠르게 영국 싱글 차트에서 두자리수에 접근했고 세계의 방송순위에서 한자리수에 접근했으며, 빌보드 에어플레이 차트에서 14주간 한자리수에 접근하는 1990년대의 히트곡이 되었다. 《Torn》은 영국에서만 단독으로 100만 장 이상이 팔렸다.
이 곡은 미국에서 라디오 싱글로 발표되어서, 구매할 수 있는 CD 형식이 아니었다. 이 싱글은 빠르게 빌보드 핫 100 에어플레이 차트에서 1위를 달성했으며, 4주 동안 유지되었다. 당시에 싱글로 발매되지 않은 곡이 (판매와 방송횟수를 집계한) 빌보드 핫 100 차트에 오르는 것이 금지되었기 때문에, 〈Torn〉은 잠시 동안 주춤하였다. 1998년말에 규정이 변경되어서 방송으로만 발표된 〈Torn〉이 차트에 등록하는 것을 허용하였고, 빌보드 핫 100 차트에서 최고 순위로 42위까지 올라갔다. 이 곡은 탑 40 메인스트림/CHR 팝과 어덜트 탑 40 차트에서 1위를 기록한다.
1997년 10월에, 이 싱글은 6주 동안 영국에서 가장 많이 (2000번 이상) 방송된 곡으로 기존 기록을 갱신했다. 결국에 영국 라디오 차트에서 14주 동안 1위를 기록했으며, 이는 이전에 심플리 래드의 페어그라운드만 기록했던 것이다. 또한, 1998년 3월부터 7월까지 미국에서 라디오 싱글 1위를 기록했다. 당시에 구 구 돌스의 〈Iris〉에 의하여 2위로 밀려났다.
릭 딥스의 탑 40 차트에서 〈Torn〉은 1990년대의 라디오 싱글중 한 곡으로 선정되었고, 2000 밀레니엄 카운트다운 쇼에서 새해 저녁에 KIIS-FM에서 방송되었다.
임브룰리아와 데이비드 아만드는 국제 사면위원회의 《 The Secret Policeman's Ball (2006년)》에 깜짝 출연하여 그녀의 유명한 노래 〈Torn〉을 불렀다.

### Left of the Middle
그녀의 데뷔 음반 《Left of the Middle》 곧바로 발표되었다. 두 번째 싱글 〈Big Mistake〉가 영국에서 발표되었다. 내털리는 같이 작업한 이탈리아계 오스트레일리아인 로셀린 델라 사비나와 공동으로 수급을 받았다. 〈Big Mistake〉은 두 번째 데뷔곡으로 사용되었다. 〈Wishing I Was There〉는 다음에 발표되었고 이전의 두 곡보다 덜 성공적었으며, 19위에 도달했다. 그러나, 〈Wishing I Was There〉는 영국 라디오에서 크게 흥행하여 1998년 여름에 최고 2위까지 도달했고, 미국 라디오에서도 흥행하여 최고 14위까지 도달하게 된다. 《Left of the Middle》의 마지막 싱글은 〈Smoke〉이고, 다른 싱글보다 다양한 부분에서 수상을 한다. 영국에서 인기를 얻어 5위까지 도달했고, 잠시 동안 오스트레일리아에서 40위에 도달한다. 결국에, 이 음반은 다수의 국가에서 백만 장 이상이 팔렸고 영국과 미국에서 10위에 진입하게 된다. 1999년에, 내털리 임브룰리아는 INXS의 노래 〈Never Tear Us Apart〉를 《Reload》을 발표한 탐 존스와 함께 리메이크곡을 불렀다.
RIAA의 집계에 의하면 《Left of the Middle》는 1998년 4월 3번째 주에 발표한 4주 동안 최고 기록을 세웠고, 1998년 11월에 기존 기록을 2배로 갱신했다.

### White Lilies Island
임브룰리아의 다음 음반, 《White Lilies Island》는 2001년에 발표했다. 음반의 이름은 3년 동안 모든 트랙을 공동 작사하면서 생활한 잉글랜드와 주요 거주지가 위치한 섬에서 따왔다. 음반의 첫 번째 싱글, 《That Day》는 이전 곡과 매우 다른 스타일을 지녔지만, 영국 탑 10에 진입하지 못했다. 미국에서, 《Wrong Impression》가 첫 번째 싱글로 발표되었고 핫 100 싱글 차트와 어덜트 컨템퍼레리 차트에 진입하는 등 적지 않은 성공을 했다. 이 트랙은 영국에서 두 번째 싱글로 발표되었고, 첫 번째 싱글보다 높은 호흥을 받았다. 마지막 싱글, 《Beauty On The Fire》는 어느 정도 성공을 경험하였으며 세계각국의 차트에 간신히 진입하였지만, 오스트레일리아의 탑50에 진입하는 데 실패하였다. 이 음반은 100만장 이상 판매되어 여전히 관리되고 있지만, 《Left of the Middle》의 세계적인 성공에는 도달하지 못했다.

## 음반 목록
- Left of the Middle (1997)
- White Lilies Island (2001)
- Counting Down the Days (2005)
- Come To Life (2009)
- Male (2015)